# Stenaelurillus albus
Espèce
Stenaelurillus albus est une espèce d'araignées aranéomorphes de la famille des Salticidae.

## Distribution
Cette espèce est endémique d'Inde. Elle se rencontre au Kerala vers Ernakulam et au Karnataka vers Shimoga.

## Habitat
Stenaelurillus albus affectionne les zones rocheuses recouvertes de litière des forêts à feuilles caduques.

## Description

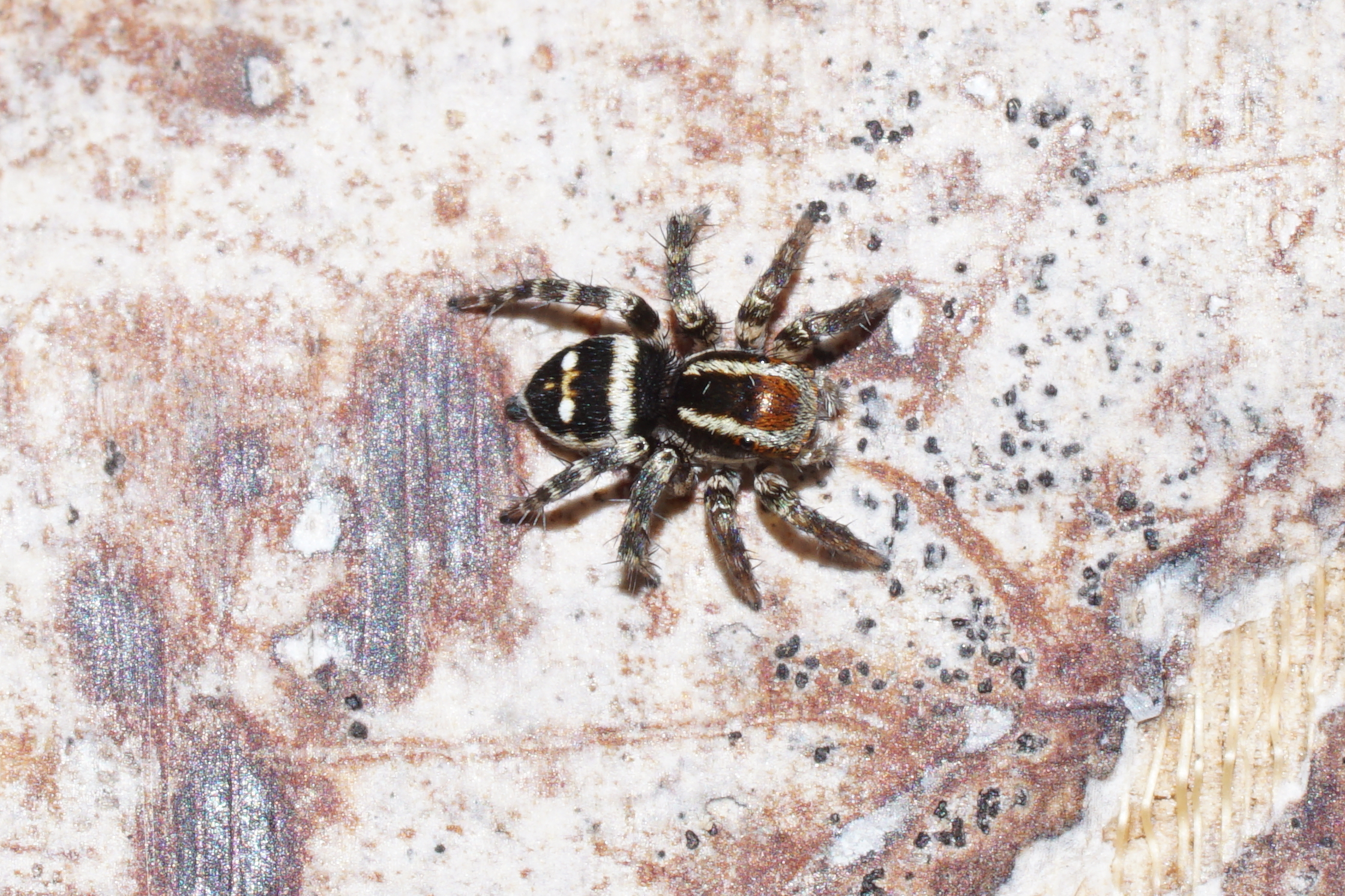
Stenaelurillus albus

Le mâle holotype mesure 5,89 mm et la femelle paratype 6,82 mm, les mâles mesurent de 4,61 à 5,89 mm et les femelles de 5,43 à 6,82 mm.

### Diagnose

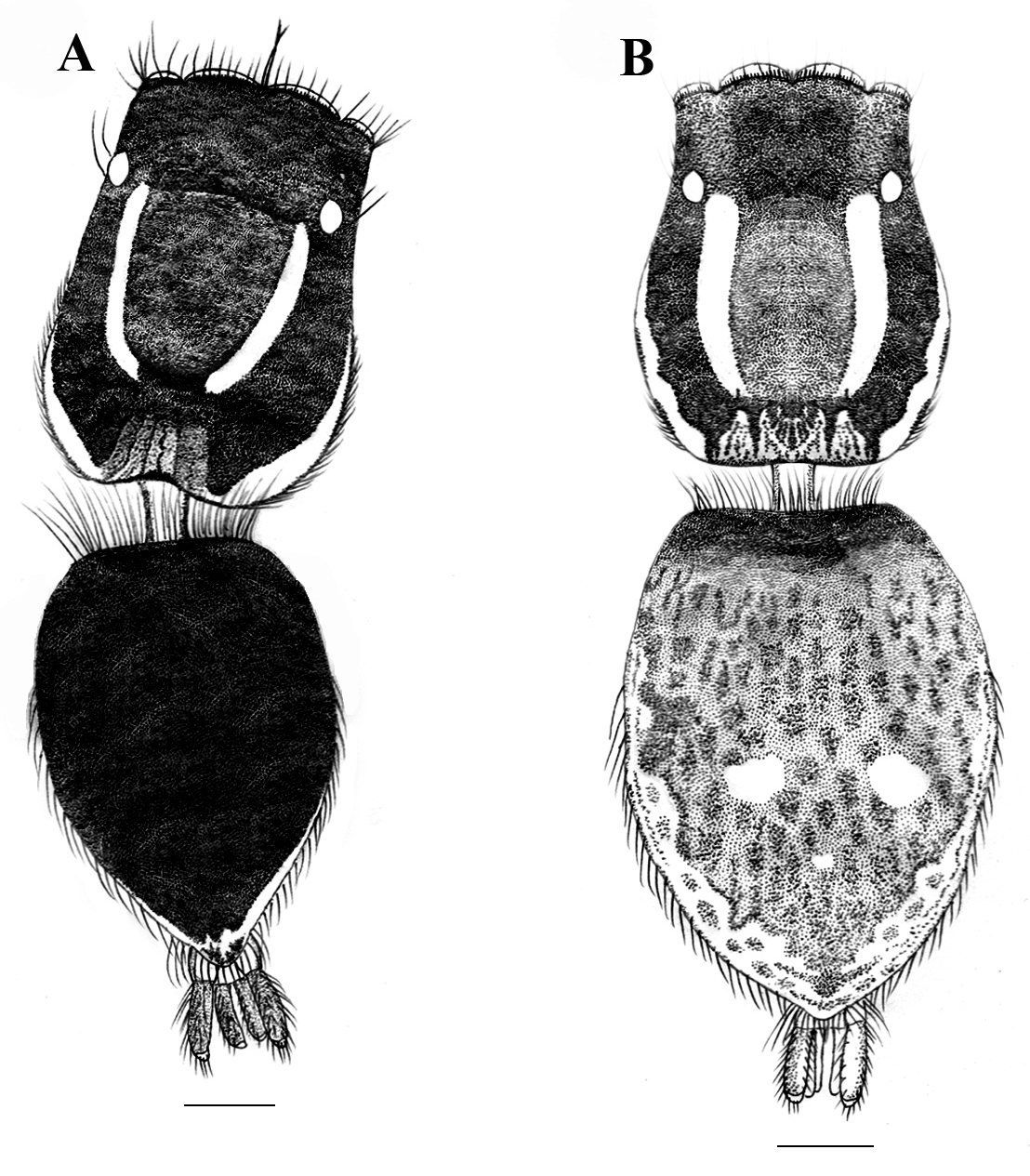
Stenaelurillus albus ♂ et ♀

Le mâle Stenaelurillus albus peut être distingué de tous ceux des autres espèces de Stenaelurillus par la partie dorsale de son opisthosome uniformément noire et sans aucun motif, par la présence de deux taches blanchâtres sur la partie antérieure de chaque bulbe copulateur et par un fémur du pédipalpe avec une unique épine disto-dorsale.
La femelle est proche de Stenaelurillus abramovi avec de larges ouvertures copulatoires mais peut en être distinguée par la présence de petites spermathèques en forme de vase et d'un conduit copulatoire faiblement sclérotisé dans sa partie antérieure.

### Description du mâle

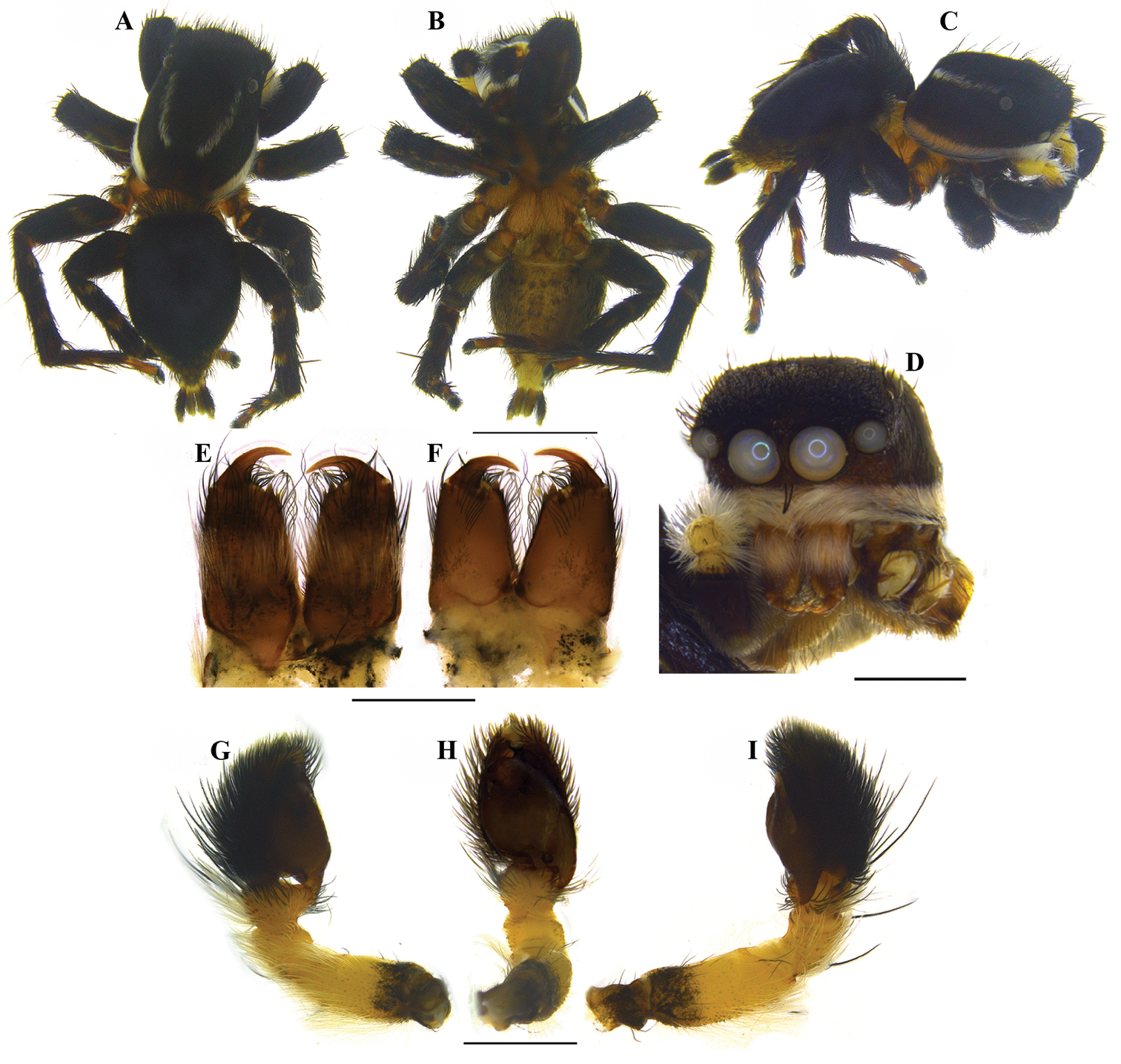
Stenaelurillus albus ♂

Le prosome est noir avec des bandes latérales blanches. Le dos de la région thoracique  présente une paire de bandes longitudinales blanches s'étendant de sa base jusqu'à l'arrière des yeux. La zone des yeux est noire. Le clypéus est couvert de poils blancs. Les chélicères sont courtes et verticales de couleur marron avec une bande transverse de poils blancs.
L'opisthosome est ovale avec la partie dorsale uniformément noir brillant sans aucun motif. Les parties latérales et ventrales sont jaunâtres avec des stries interrompues et des taches noires.

### Description de la femelle

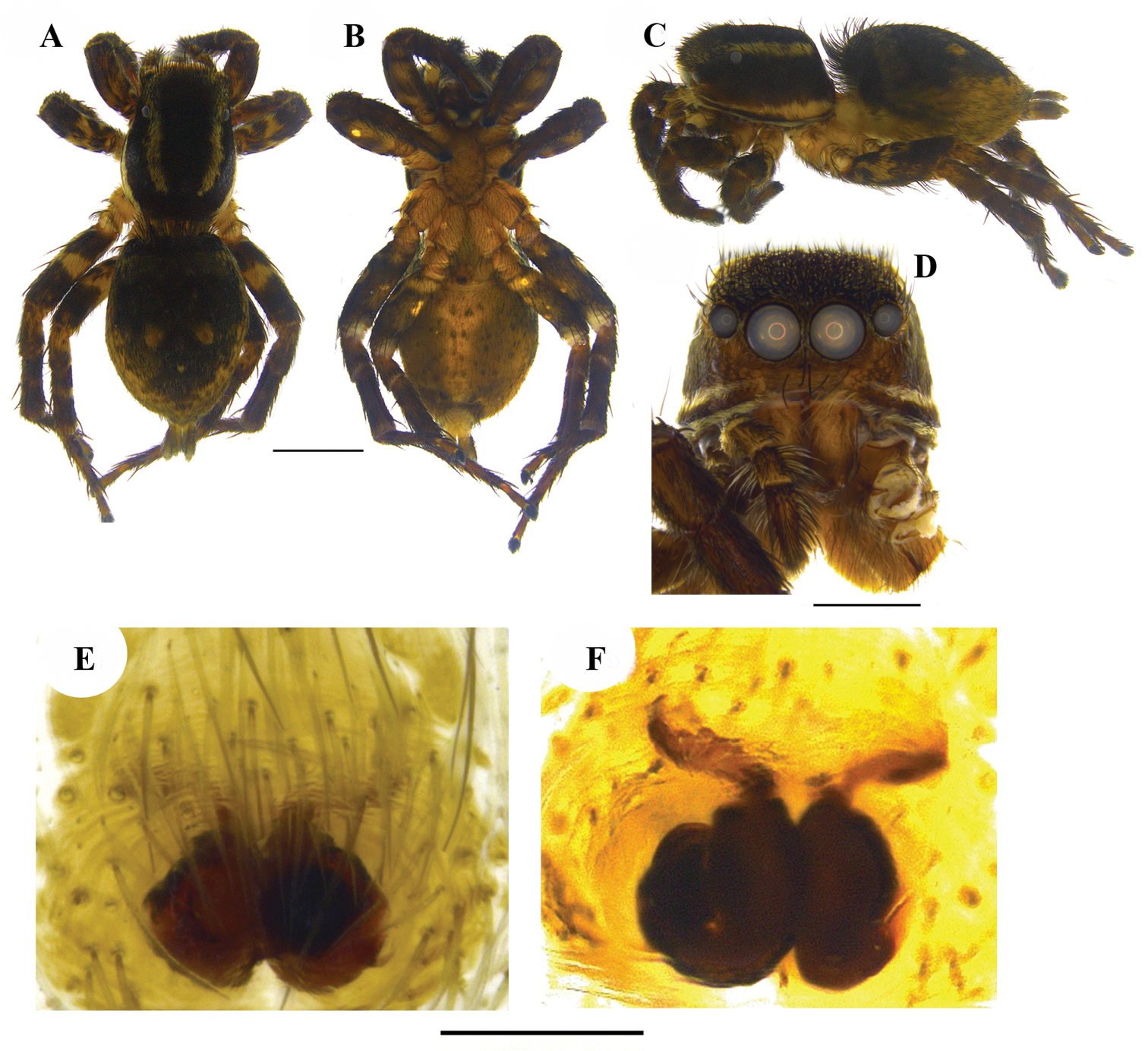
Stenaelurillus albus ♀

Le prosome est noir avec des bandes latérales jaunâtre. La partie thoracique dorsale présente une paire de bandes longitudinales blanches s'étendant de sa base jusqu'à l'arrière des yeux. La zone des yeux est noire. Les yeux de la ligne antérieur sont entourés par des poils jaunâtres. Le clypéus est noir. Les chélicères sont courtes et verticales de couleur jaunâtre.
L'opisthosome est largement ovale. La partie dorsale est noire avec plusieurs marques jaunâtres dont les trois postérieures, plus marquées, forment un triangle inversé. Les parties latérale et ventrale sont jaunâtre avec des stries interrompues et des taches noires.
Les segments des pattes sont jaunâtre avec des marques et de fines lignes transverses noires.

## Étymologie
L'épithète albus, blanc en latin, a été choisi en relation avec la partie blanchâtre du tegulum des pédipalpes présente chez cette espèce.

## Publication originale
- Sebastian, Sankaran, Malamel & Joseph, 2015 : Description of new species of Stenaelurillus Simon, 1886 from the Western Ghats of India with the redescription of Stenaelurillus lesserti Reimoser, 1934 and notes on mating plug in the genus (Arachnida, Araneae, Salticidae). ZooKeys, no 491, p. 63-78 (texte intégral).